# Kamo-kaidō
Pour les articles homonymes, voir Kamo.
Le Kamo-kaidō (加茂街道, Kamo-kaidō) est une importante voie du nord de Kyoto, dans les arrondissements de Kita et de Kamigyō. Orientée nord-sud, elle commence à l'extrême nord de la ville, au pont Taka, et termine au sud au Kawaramachi-dōri (ja), avant le pont Aoi. Durant tout son trajet, il suit le cours du fleuve Kamo.

## Description

### Situation

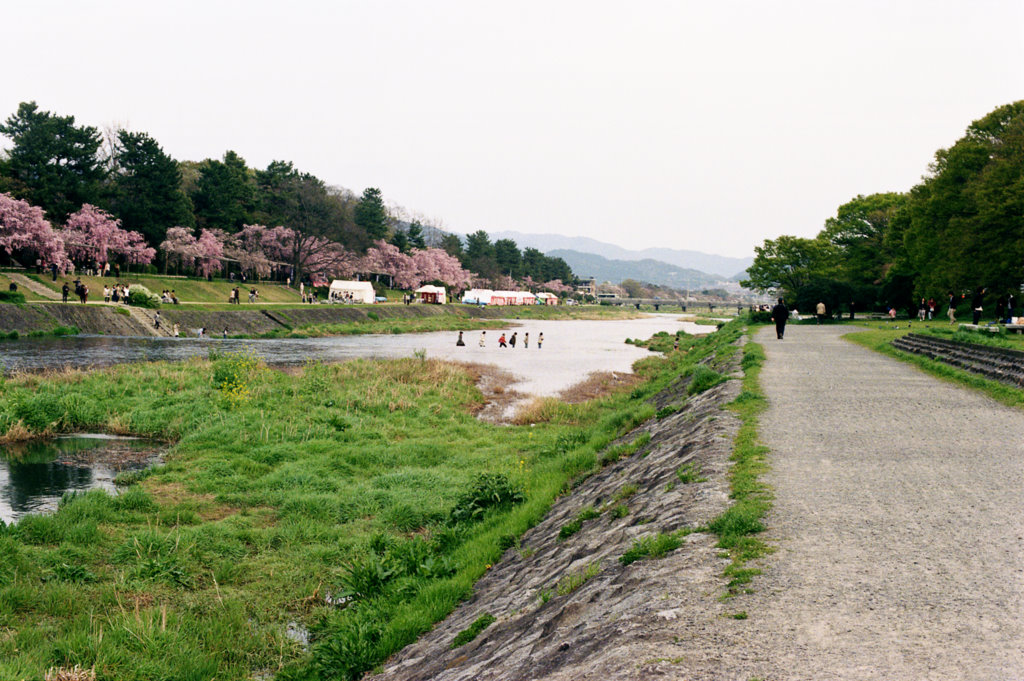
Cerisiers en fleurs sur les berges ouest du Kamo vues depuis Kamo-kaidō.

Le Kamo-kaidō est une rue de l'est au centre-est de l'arrondissement de Kita. Il commence au nord au pont Taka ou « pont Haut » (高橋), au carrefour avec la route préfectorale 61 (ja) (京都府道61号京都京北線), qui mène jusqu'à l'ancien village de Kumogahata (ja) (雲ケ畑), et termine au sud à la confluence entre le fleuve Kamo, qui continue vers le sud, et le fleuve Takano (en), qui se sépare vers le nord-est,,. Il termine au carrefour entre Kawaramachi-dōri (ja) (河原町通), au sud-ouest, et Shimogamohon-dōri (下鴨本通), au nord-est. Du pont Shikuro jusqu'à Horikawa-dōri, la route préfectorale 38 (ja) (京都府道38号京都広河原美山線) suit le tracé de la rue.
Selon certaines sources, la rue terminerait plus tôt, vers le pont Shikuro. Selon d'autres sources, la rue terminerait plus au nord, au pont Jūsangoku (十三石橋).

Quelques ponts commençant à Kamo-kaidō
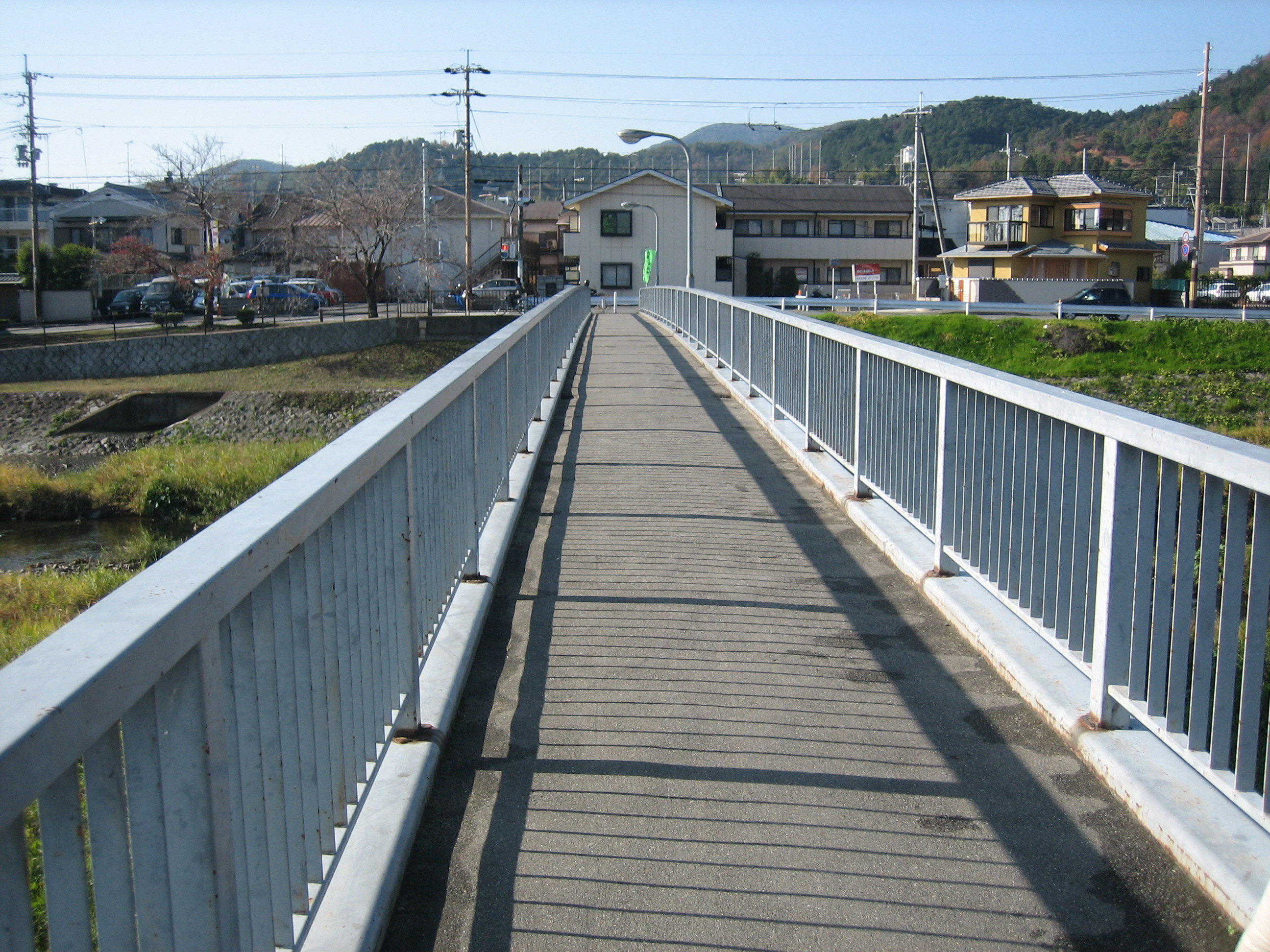
Pont d'écoliers sur le fleuve Kamo
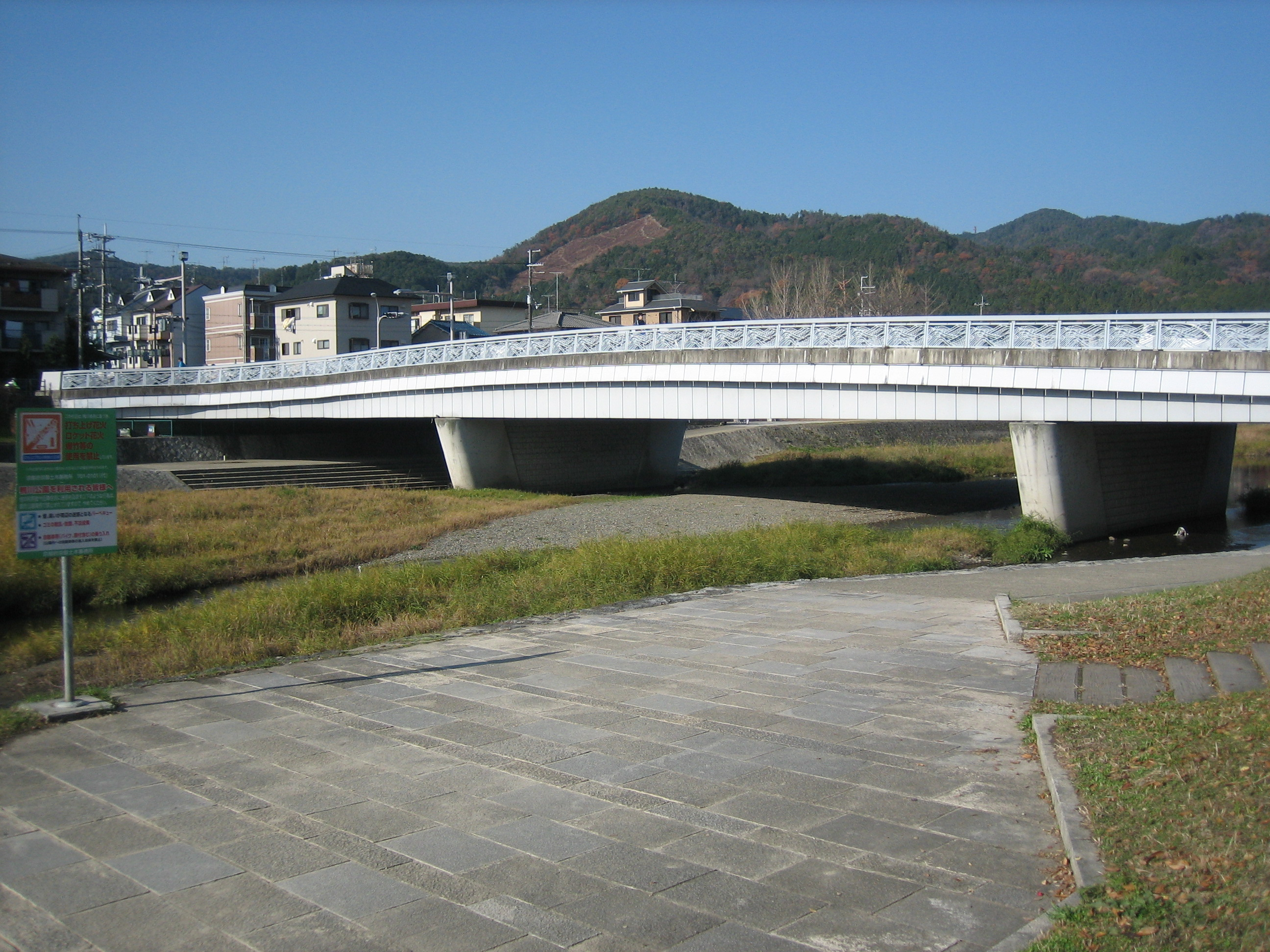
Pont Nishigamo
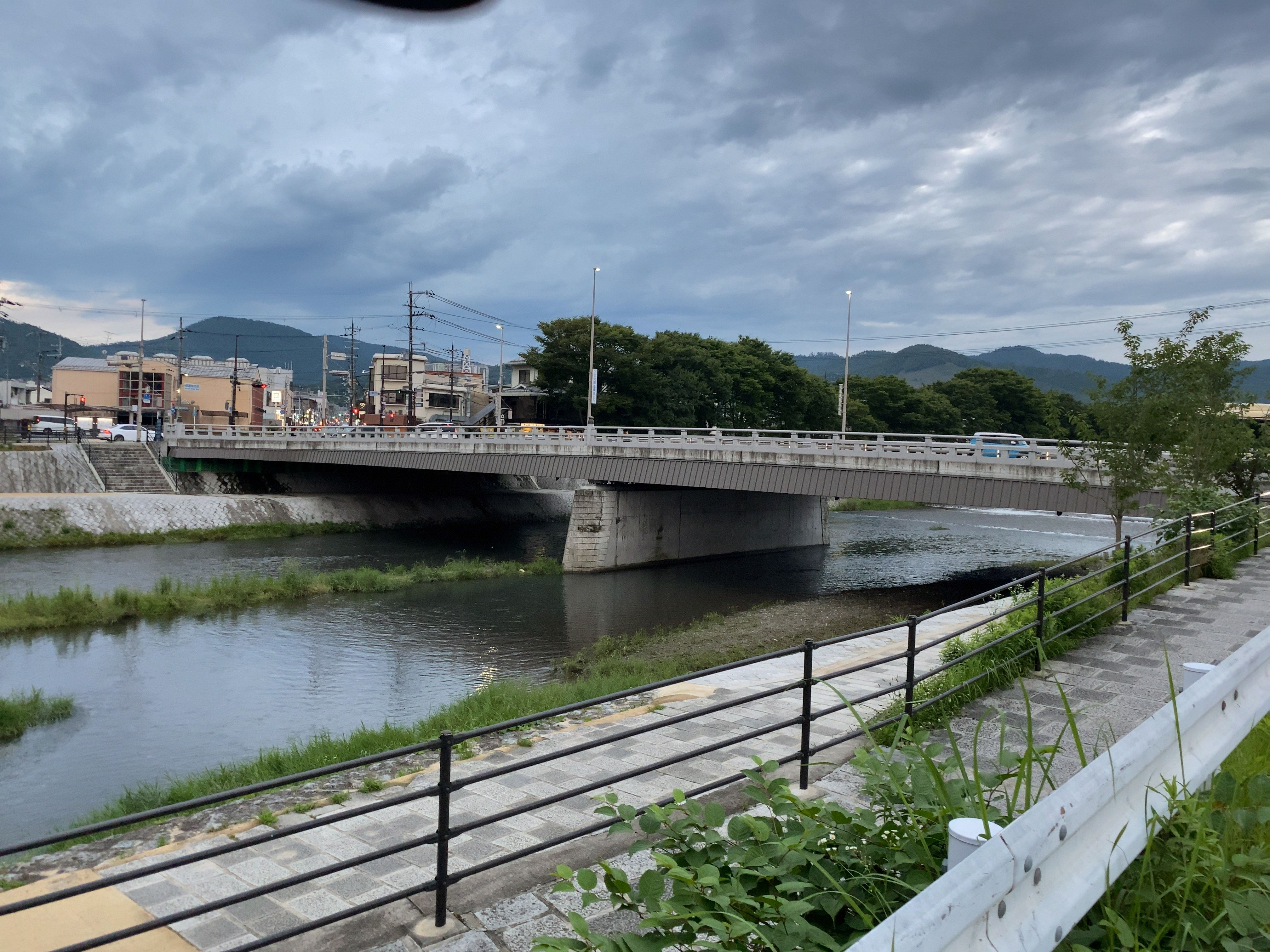
Pont Misono
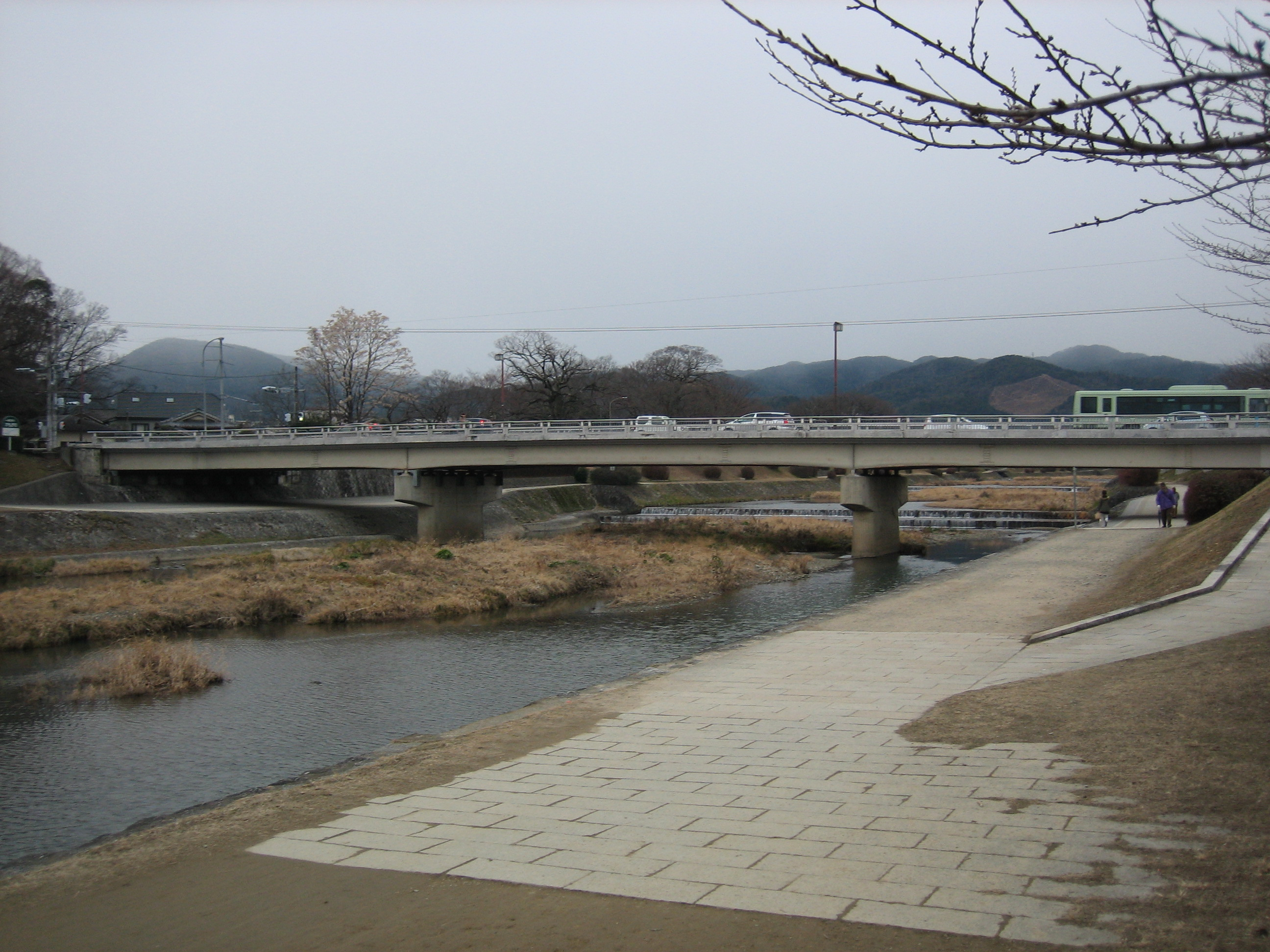
Pont Kamigamo

Elle est située directement à l'est du fleuve Kamo et forme sa rive ouest, et plusieurs ponts partent de Kamo-kaidō pour rejoindre l'autre rive du fleuve. On note du nord au sud le pont Taka ou « pont Haut » (高橋), le pont Shōda (庄田橋), le pont Shikuro (志久呂橋), le pont d'écoliers du fleuve Kamo (ja) (賀茂川通学橋), le pont Nishigamo (ja) (西賀茂橋), le pont Misono (ja) (御薗橋), le pont Kamigamo (ja) (上賀茂橋), le grand pont Kitayama (北山大橋), le pont Kitaōji (北大路橋), le pont Izumoji (出雲路橋) et le pont Aoi (葵橋),,,,.
La circulation se fait dans les deux sens, et au sud du pont Misono, la chaussée peut atteindre quatre voies, en plus d'un terre-plein central. La rue fait environ 6 400 mètres de long. Si l'on compte la portion au nord jusqu'au pont Jūsangoku, la rue fait 7 000 mètres de long.

### Voies rencontrées
La liste des voies rencontrées, du nord au sud, en sens unique. Les voies rencontrées de la droite sont mentionnées par (d), tandis que celles rencontrées de la gauche, par (g). Seules les rues ayant un nom sont listées.
1. (d) Funaokahigashi-dōri (船岡東通)
2. (d) Misonobashi-dōri (御薗橋通)
3. (d) Inokuma-dōri (ja) (猪熊通)
4. (d) Horikawa-dōri (en) (堀川通)
5. (d) Takedonominami-dōri (竹殿南通)
6. (d) Gen'ikita-dōri (玄以北通)
7. (g) Kamigamonishi-dōri (上賀茂西通)
8. (d) Shinmachi-dōri (ja) (新町通)
9. (d) Gen'iminami-dōri (玄以南通)
10. (d) Daimonkita-dōri (大門北通)
11. (d) Koromonotana-dōri (衣棚通)
12. (d) Kitayamakitanaka-dōri (北山北中通)
13. Kitayama-dōri (北山通)
14. (d) Muromachi-dōri (ja) (室町通)
15. (d) Shichikukita-dōri (紫竹北通)
16. (d) Shichiku-dōri (紫竹通)
17. (d) Shichikuminami-dōri (紫竹南通)
18. (d) Imamiyakita-dōri (今宮北通)
19. (d) Imamiya-dōri (今宮通)
20. Kitaōji-dōri (北大路通)
21. (d) Shimei-dōri (紫明通)
22. (d) Asahi-dōri (旭通)
23. Kuramaguchi-dōri (鞍馬口通)
24. (d) Kamigoryōmae-dōri (上御霊前通)
25. (d) Kamidachiuri-dōri (上立売通)
26. (g) Shimogamohon-dōri (下鴨本通)
27. (d) Kawaramachi-dōri (ja) (河原町通)

### Transports en commun

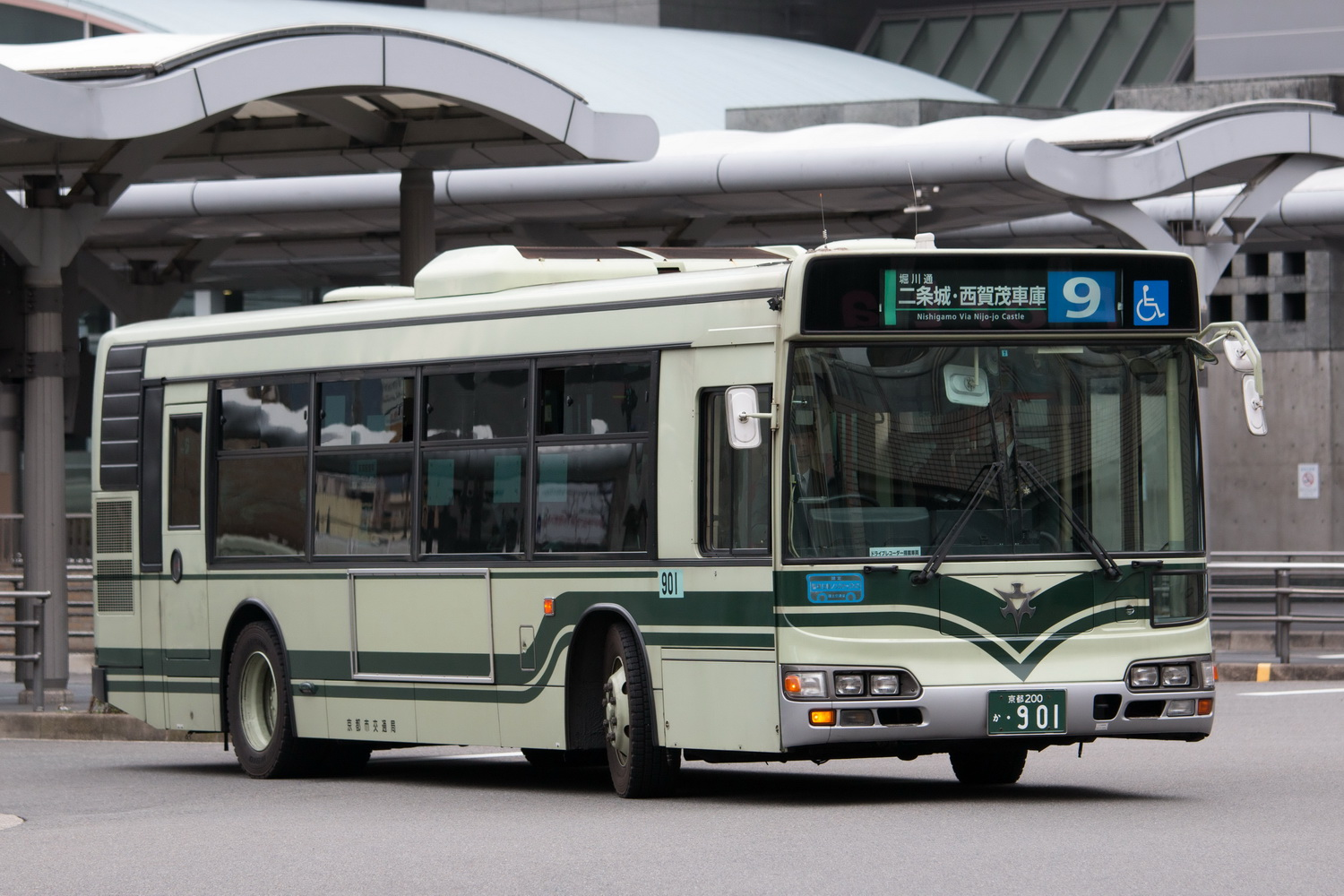
Autobus de la ligne 9 en direction du dépôt de Nishigamo.

Les bus du réseau d'autobus de Kyoto (ja) circulent sur la rue entre l'extrémité nord et le pont Nishigamo, puis entre le pont Misono et le pont Aoi. Les arrêts sur la rue dans la partie nord sont du nord au sud Takabashi-minami (高橋南, ligne Spécial 37), Nishigamo Shōda-chō (西賀茂庄田町, ligne Spécial 37), Nishigamo Chūgaku-kita (西賀茂中学北, ligne Spécial 37), Shikuro-bashi Nishizume (志久呂橋西詰, ligne Spécial 37), au carrefour avec le pont Shikuro, Nishigamo Inokuchi-chō (西賀茂井ノ口町, ligne Spécial 37), et Nishigamo Shako-mae (西賀茂車庫前, lignes 1, 4, 9, 37, 46, Spécial 37), au carrefour avec Funaokahigashi, devant le dépôt de Nishigamo.
Dans la partie sud, les arrêts sont Kamigamo Misonobashi (上賀茂御薗橋, lignes 9, 37, Nord3), au carrefour avec Misonobashi-dōri et le pont Misono, Kamigamo-bashi (上賀茂橋, lignes 4, Nord3), au carrefour avec le pont Kamigamo et Shinmachi et Gen'i, Higashi Moto-machi (東元町, lignes Nord3, Nord8), au carrefour avec Muromachi, Izumoji-bashi (出雲路橋, ligne 37), au carrefour avec Kuramaguchi, Izumioji Tawara-chō (出雲路俵町, ligne 37), Izumioji Kagura-chō (出雲路神楽町, ligne 37), et Aoi-bashi Nishizume (葵橋西詰, lignes 1, 37, 205), au carrefour avec Kawaramachi.

## Odonymie
Le nom « Kamo » (加茂) est une référence au fleuve Kamo (鴨川), à l'est de la route, même si les caractères sont différents. « Kaidō » signifie « route », mais plus récemment est utilisé pour désigner une « autoroute ».

## Histoire
Kamo-kaidō est une voie récente de Kyoto, et n'existait pas à l'ère Meiji (1868-1912), car il s'agissait alors de plaines inondables du fleuve Kamo,. Une route de terre existe cependant jusqu'au pont Misono au nord. La rue est inaugurée avant 1912 sous le nom Kamo-kaidō (les caractères sont différents de ceux utilisés aujourd'hui et sont 賀茂街道) et commence au pont Misono jusqu'au pont Aoi. Elle porte alors aussi le nom « Kifune-sen » (貴船線), littéralement « ligne Kifune », peut-être parce qu'elle était en direction du sanctuaire Kifune-jinja (貴船神社). La portion au nord du pont Misono est créée après 1953, durant des travaux d'endiguement du Kamo.
La plupart des cerisiers sur la rue et l'aménagement paysager sont effectués entre 1882 et 1912 par des étudiants et professeurs de l'école normale de Kyoto, maintenant l'université d'éducation de Kyoto. Un monument intitulé « Shinamuzakura » (志波む桜) commémore l'événement. D'autres cerisiers sont plantés en 1966 par des membres de l'association étudiante de l'université.

## Patrimoine et lieux d'intérêt

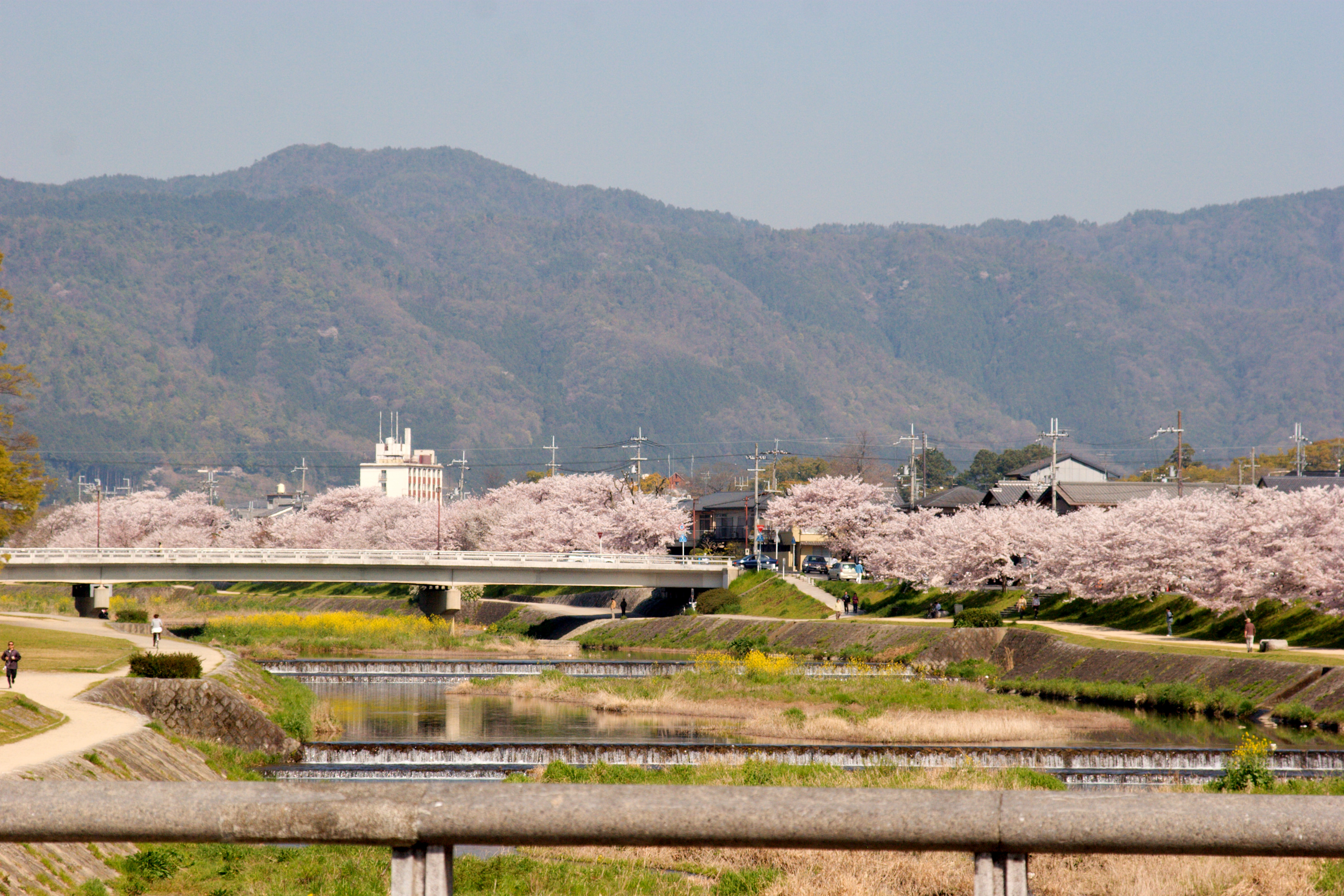
Cerisiers en fleurs le long du fleuve Kamo.

La rue est privilégiée pour l'observation des fleurs au printemps, surtout pour ses allées de cerisier bordant le Kamo,. En 1994, les vues de cerisiers le long de la rue sont nommées parmi les cent meilleures vues paysagères de bord de route au Japon par le journal Yomiuri shimbun. D'autres arbres sur la rue incluent des zelkovas du Japon, plantés en 1963 par le Lions Clubs, des micocouliers de Chine (en) et des camphriers, types d'arbres anciennement bien présents dans la plaine de Kyoto (ja).
À l'extrême nord de la rue, avant le pont Shōda, se trouve le barrage de Hiiragino (ja) (柊野堰堤), construit en 1941 pour contrer l'érosion et le débit des sédiments s'affaissant dans le Kamo.
On trouve au-delà du pont Misono, de l'autre côté du fleuve, le sanctuaire Kamigamo-jinja (上賀茂神社), un important sanctuaire shinto du nord de la ville. Le festival Aoi matsuri du sanctuaire se déroule en partie sur la rue chaque 15 mai. Ce jour-là, une procession de près de 500 personnes avec des bœeufs et des chevaux commencent leur trajet au pont Kitaōji en costumes traditionnels et parcourent la rue pendant un kilomètre avant de traverser le pont Misono pour rejoindre le sanctuaire Kamigamo. Après le carrefour avec Horikawa-dōri se trouve la limite nord de l'Odoi (ja) (御土居), les remparts de terre construits par Toyotomi Hideyoshi au XVIe siècle pour protéger la ville. Avant le pont Kamigamo se trouve le collège Kamogawa (ja) (加茂川中学校), une école municipale.
Au pont Izumoji se trouve le début de la route ancienne Kurama-kaidō (ja) (鞍馬街道), qui reliait le palais impérial au temple Kurama-dera au nord, et qui était censée rejoindre Obama (小浜). 
Plus au sud, après le pont Aoi, se trouve une stèle commémorant l'ancienne route Saba-kaidō (ja) (鯖街道), la « route du maquereau » qui menait jusqu'à la province de Wakasa.

Quelques lieux d'intérêts
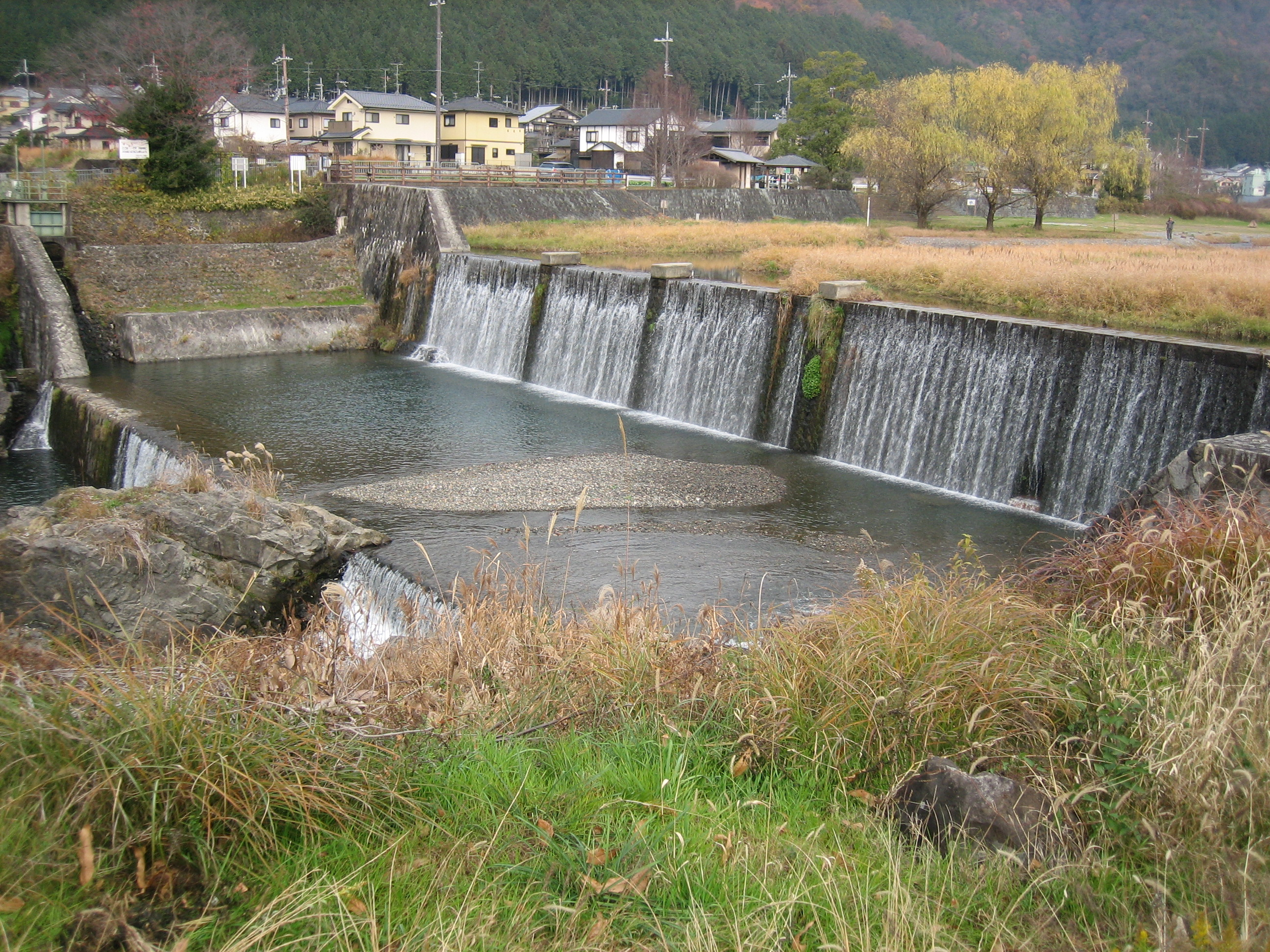
Barrage de Hiiragino
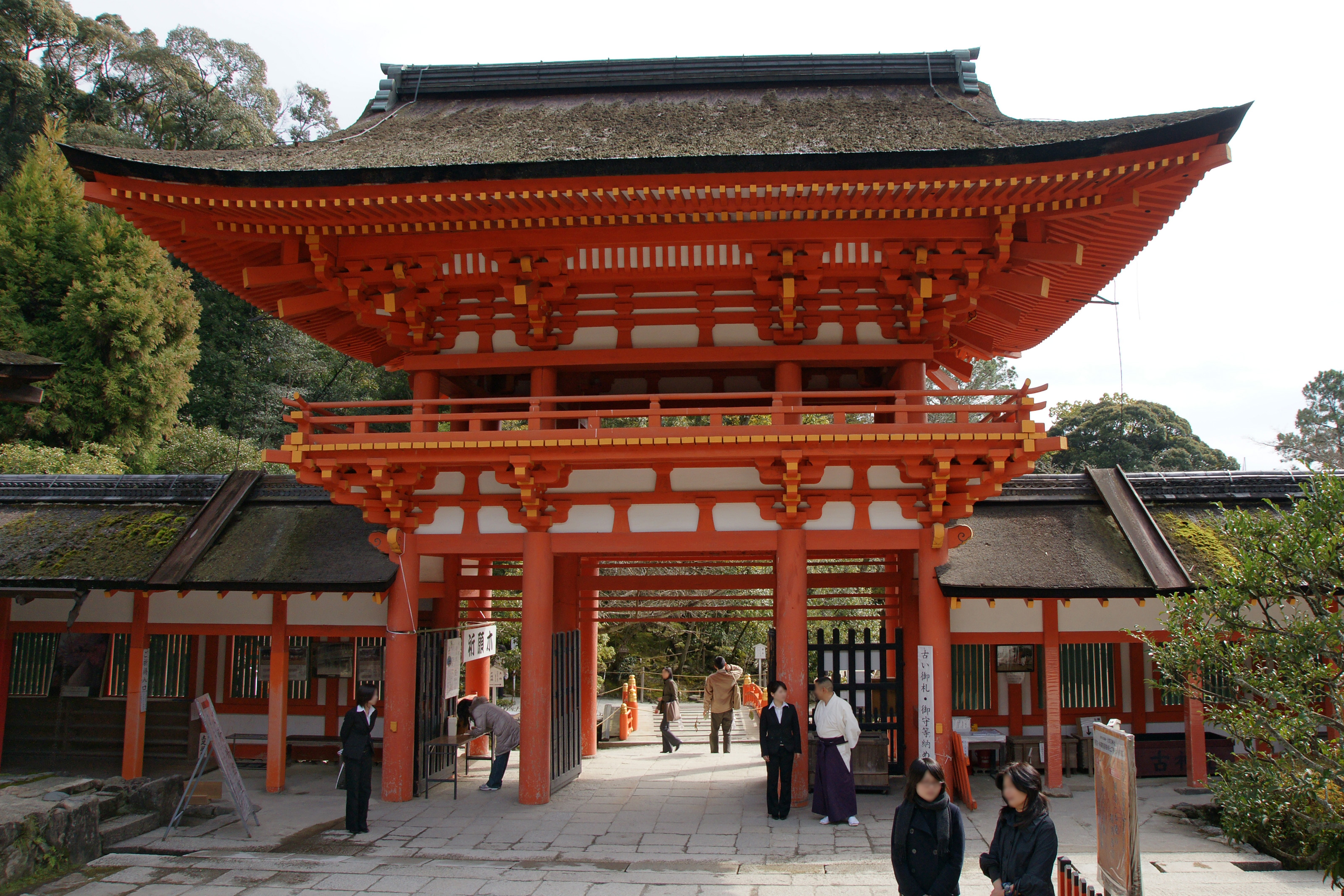
Grande porte d'entrée du sanctuaire Kamigamo
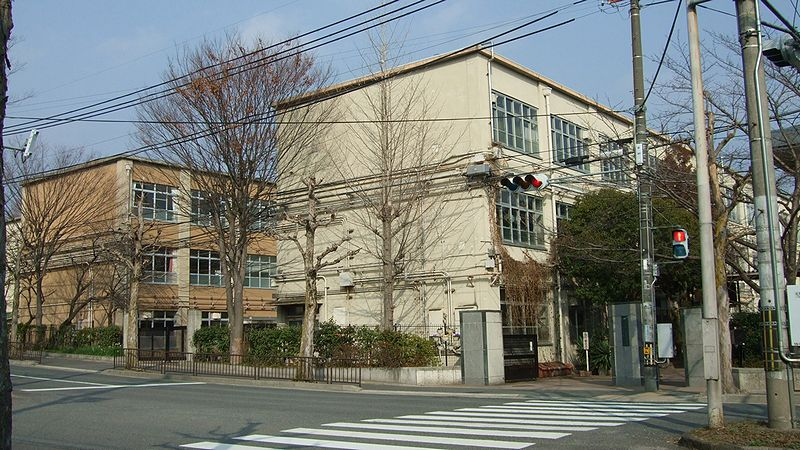
Collège Kamogawa
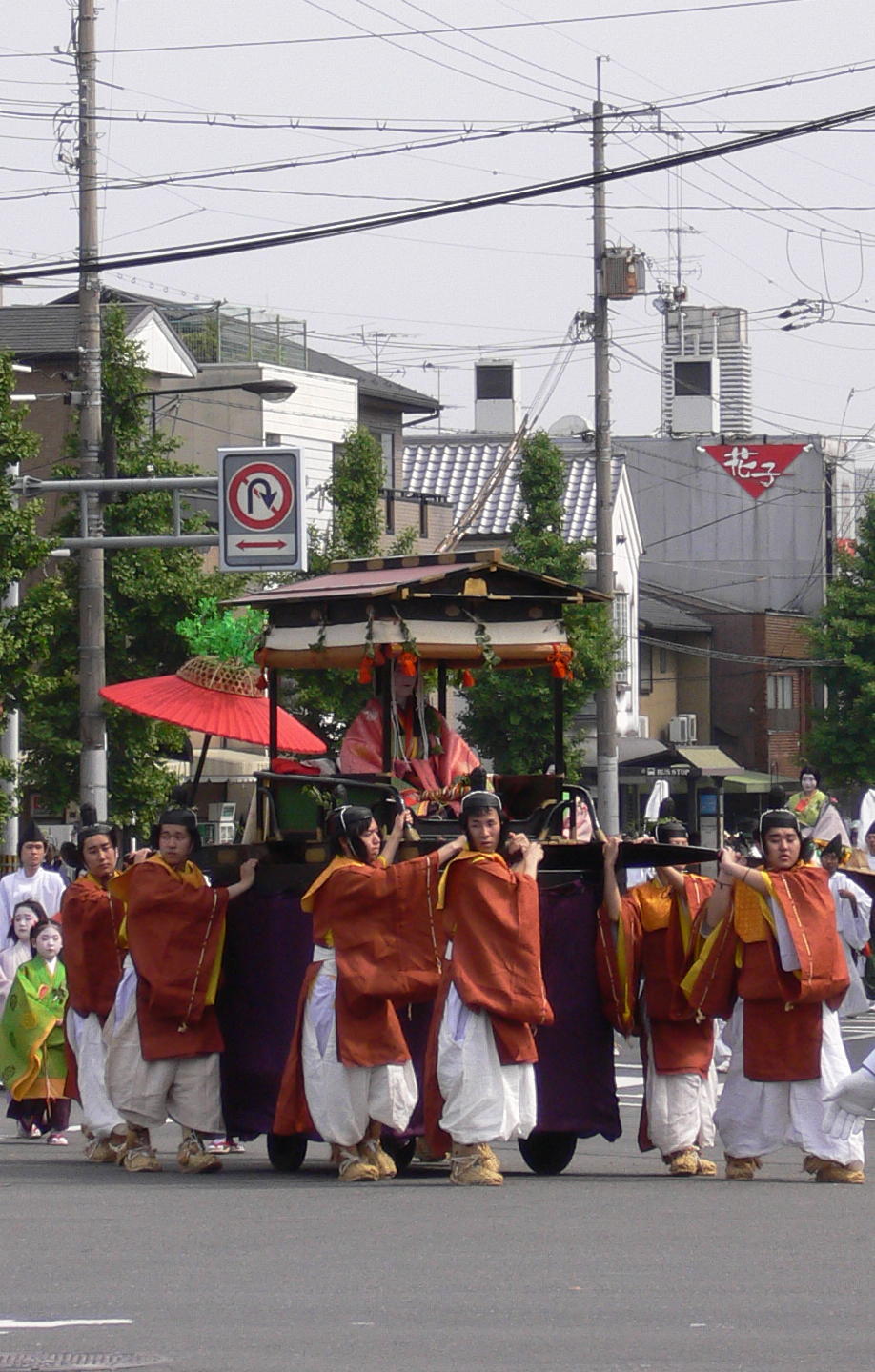
Procession de l'Aoi matsuri